# إبراهيم سليمان
إبراهيم سليمان عدنان آدم هارون مواطن من النيجر أدين لدوره في مقتل جنديين أمريكيين عام 2003. هارون ولد ونشأ في السعودية. ويعتقد أنه تلقى تدريب عسكري في معسكر تدريب تابع لتنظيم القاعدة في أفغانستان . وأنه وصل إلى أفغانستان قبل مدة قليلة من هجمات 11 سبتمبر. 

## مشاركته بقتل جنود
هارون كان مع عناصر التي نصبت كمينًا لمجموعة من الجنود الأمريكيين من بينهم الجندي جيرود دينيس وراي لوزانو ، وأصيب ثلاثة جنود آخرين. تعرض هارون لأصابة أثناء الهجوم، لكنه تمكن من الفرار وبعدها ذهب إلى باكستان.

## الاتصال بقادة تنظيم القاعدة
التقى هارون مع أبو فرج الليبي وعبد الهادي العراقي - وهما من كبار قادة القاعدة- . في هذه المرحلة انضم إلى القاعدة وبايع أسامة بن لادن . ووكلت اليه مهمة السفر إلى نيجيريا لشن هجوم على سفارة الولايات المتحدة في أبوجا .
حسب وزارة العدل الأمريكية أنه هرب من نيجيريا إلى ليبيا وذلك بسبب القبض على أحد معارفه،ومن ليبيا خطط للسفر إلى أوروبا. لكن مسؤولي الأمن الليبيين اعتقلوه عام 2005، واحتجزوه حتى يونيو 2011، عندما تم الإطاحة بنظام معمر القذافي .
تمكن بعدها هارون من الفرار من ليبيا إلى إيطاليا، حيث تم اعتقاله في 24 حزيران عام 2011.
وفقًا لتوم هايز، الذي كان يعمل في وكالة أسوشيتيد برس، أن هاون سافر إلى إفريقيا، حيث تورط بالتخطيط لتفجير سفارة أمريكية. سُجن في ليبيا من قبل حكومة معمر القذافي من 2005 حتى 2011.